# Aiguille du Midi
Az Aiguille du Midi (3842 m) egy hegycsúcs Franciaországban, a Mont Blanc masszívumban. A svájci Klein Matterhorn (3883 m) után ez a második legmagasabb pont Európában, ahová hegymászó-felszerelés nélkül is el lehet jutni, köszönhetően felvonójának, melyet 1955-ben építettek, és mely két évtizedig a világ legmagasabb felvonója volt. A Chamonix és a hegycsúcs közötti távolságot (2800 m szintkülönbség) 20 perc alatt teszi meg. A hegycsúcs tetején egy kilátó (Európa legmagasabban fekvő kilátópontja) valamint kávézó és ajándékbolt épült. Innen indul a Vallée Blanche síútvonal valamint a Cosmiques menedékház a kiindulópontja a Mont Blanc-ra induló túráknak. A hegycsúcsról egy másik felvonó viszi át az utazókat a de Geant gleccser felett a Helbronner csúcsig (3462 m), amely már a masszívum Olaszországhoz tartozó felén fekszik.

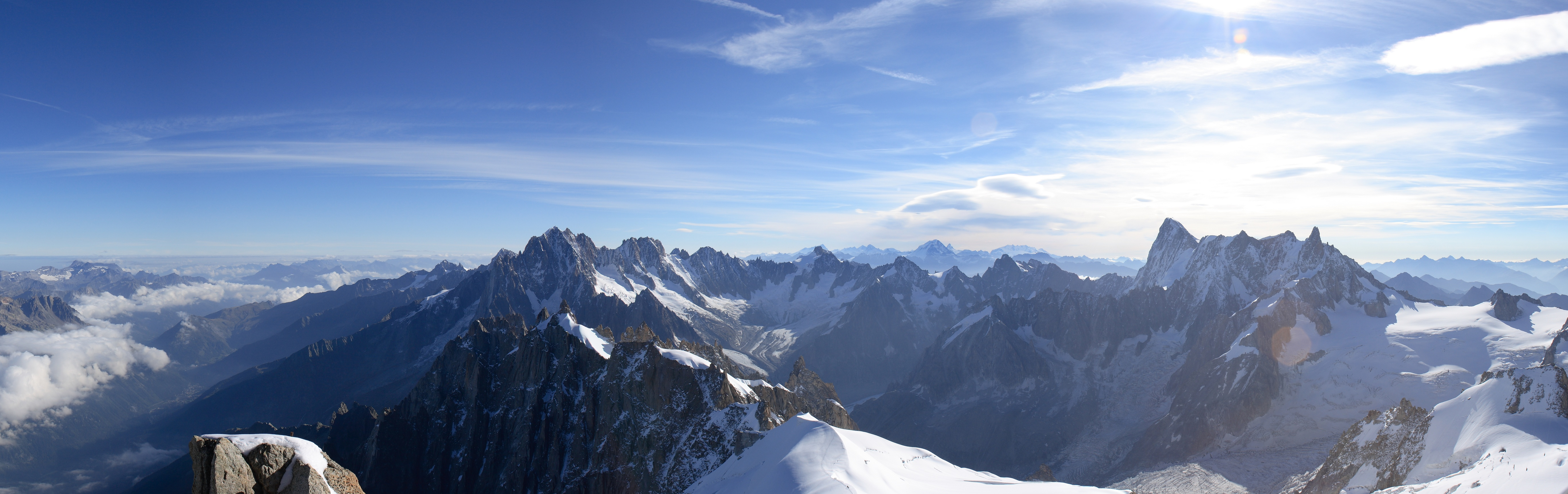
Panoráma az Aguille du Midi csúcsáról

## Fordítás
- Ez a szócikk részben vagy egészben  az   Aiguille du Midi című angol Wikipédia-szócikk ezen változatának fordításán alapul.  Az eredeti cikk szerkesztőit annak laptörténete sorolja fel. Ez a jelzés csupán a megfogalmazás eredetét és a szerzői jogokat jelzi, nem szolgál a cikkben szereplő információk forrásmegjelöléseként.